# Schwarzbach (Lausitz)

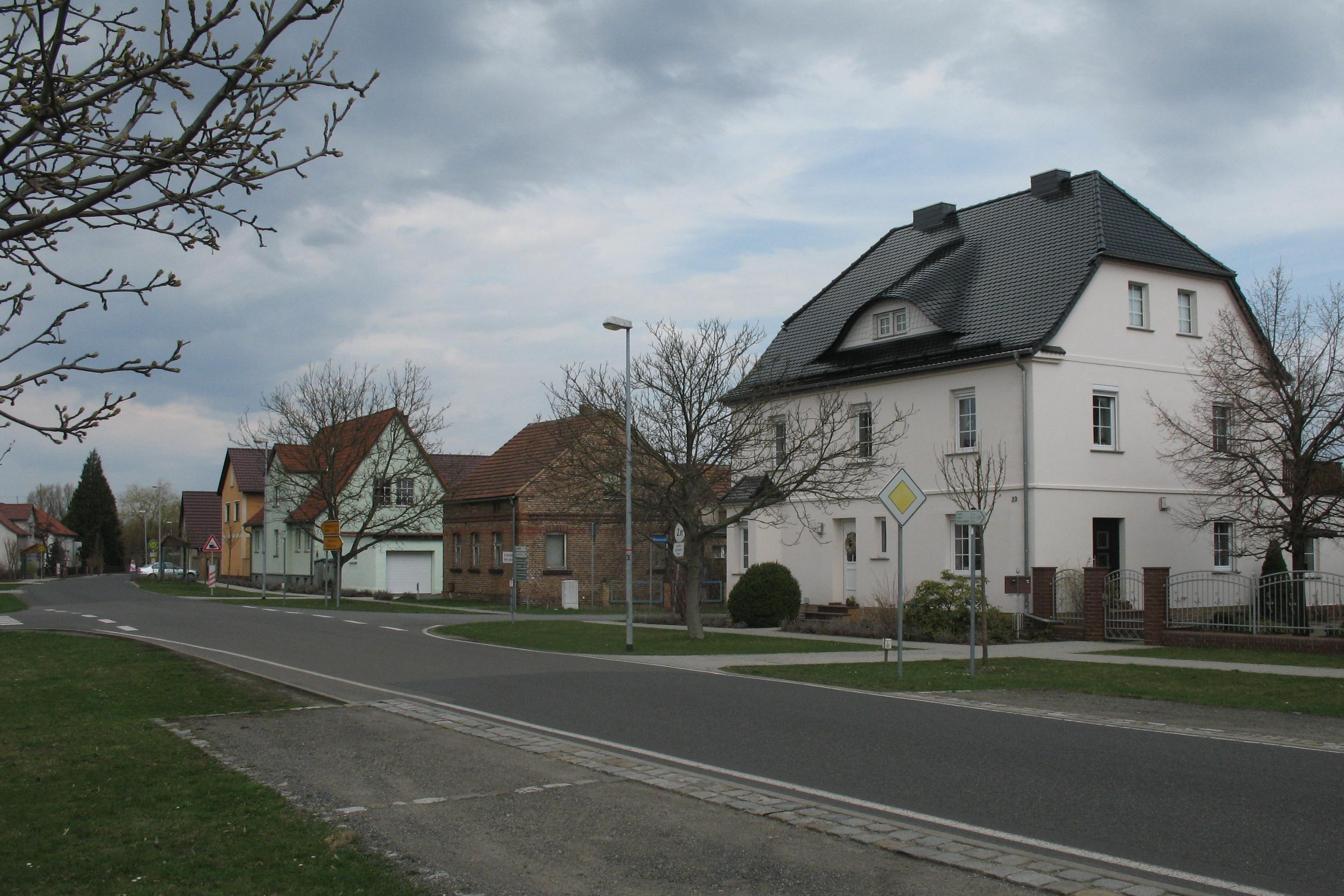
Schwarzbach

Schwarzbach (Oppersorbisch: Čorna Woda) is een gemeente in de Duitse deelstaat Brandenburg, gelegen in de Landkreis Oberspreewald-Lausitz.
Schwarzbach telt 664 inwoners.
Altdöbern ·
Bronkow ·
Calau ·
Frauendorf ·
Großkmehlen ·
Großräschen ·
Grünewald ·
Guteborn ·
Hermsdorf ·
Hohenbocka ·
Kroppen ·
Lauchhammer ·
Lindenau ·
Lübbenau ·
Luckaitztal ·
Neu-Seeland ·
Neupetershain ·
Ortrand ·
Ruhland ·
Schipkau ·
Schwarzbach ·
Schwarzheide ·
Senftenberg ·
Tettau ·
Vetschau/Spreewald